# Emil Haefely
Emil Haefely (* 22. Mai 1866 in Mümliswil; † 28. Februar 1939 in Basel) war ein Schweizer Fabrikant für elektrische Isoliertechnik.

## Leben

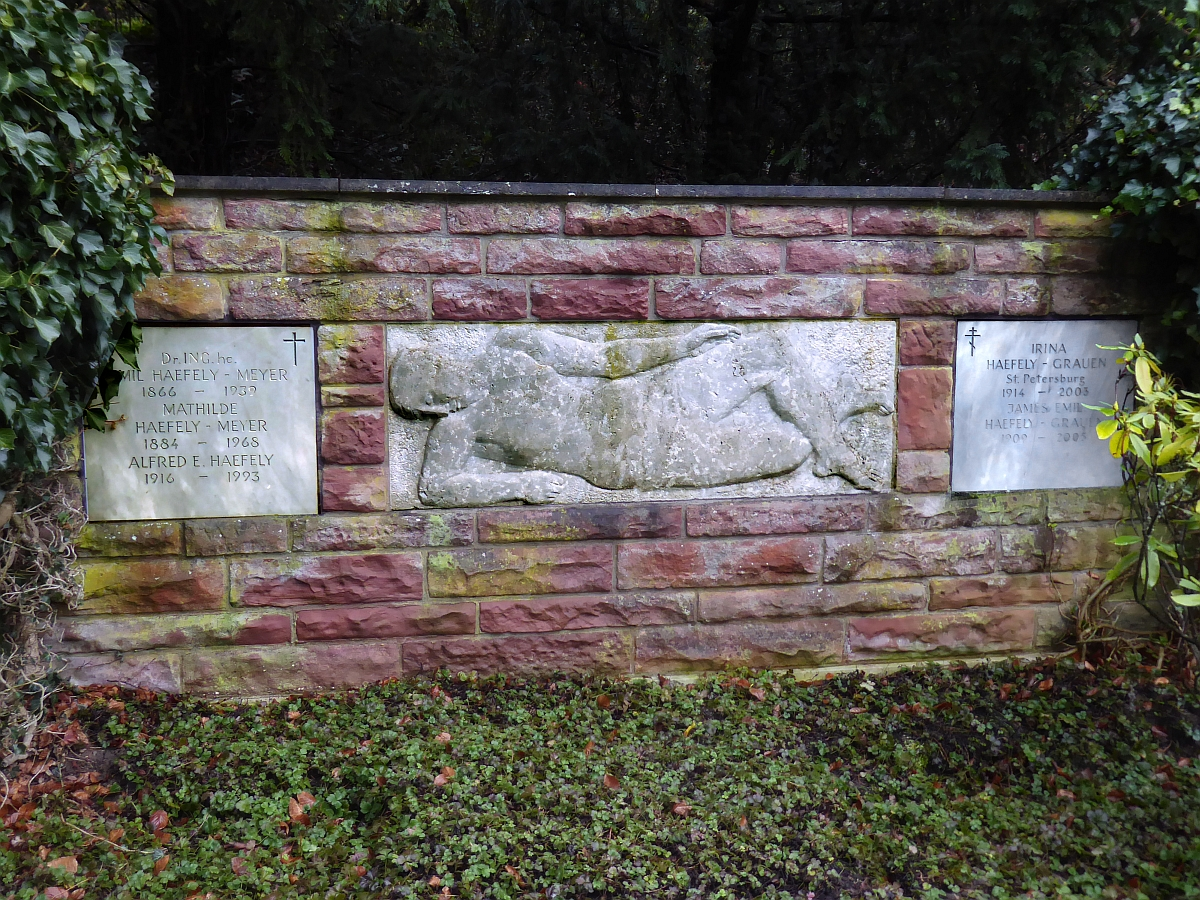
Familiengrab auf dem Friedhof am Hörnli, Riehen, Basel-Stadt

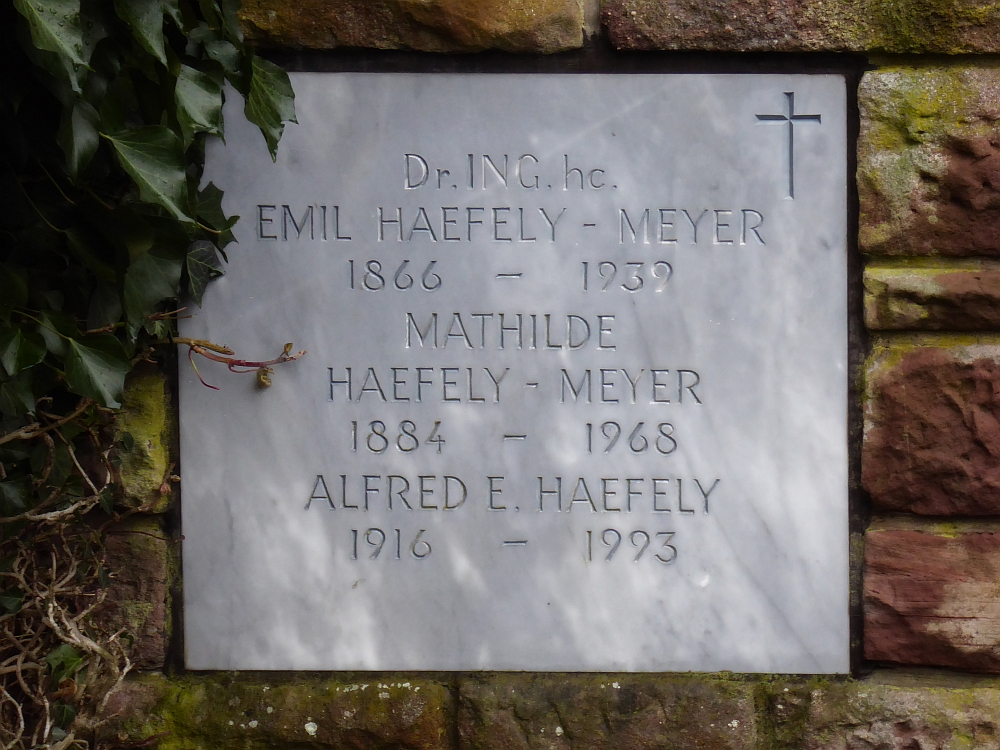
Grab auf dem Friedhof am Hörnli, Riehen, Basel-Stadt

Emil Haefelys Eltern waren der Kleinbauer Leonz Haefely und Elisabeth, geborene Mischler. Von 1880 bis 1896 arbeitete er in der Kammfabrik Mümliswil, war dann Zeichner bei Von Roll in Klus (Balsthal). 1887 heiratete er Philomena Saner, die Tochter des Josef Saner. Von 1896 bis 1900 war er Werkstätten-Adjunkt in der Elektrizitätsgesellschaft Alioth AG des Ludwig Rudolf Alioth in Münchenstein. Ab 1902 war er am Aufbau einer Isolationsabteilung bei der Brown, Boveri & Cie. und der Maschinenfabrik Oerlikon beteiligt.
1904 gründete Haefely im Münchensteiner Ortsteil Neue Welt seine Firma Emil Haefely & Cie. für elektrische Isoliertechnik. Er führte Hartpapier als Isoliermaterial ein. 1907 wurde die Firma nach Basel verlegt. 1908 heiratete er Mathilde Meyer, die Tochter des Johann Meyer. Am 21. März 1909 wurde ihr Sohn James Emil Haefely geboren. 1912 entwickelte er ein Verfahren zur Isolierung von Starkstrommaschinen und begann mit dem Bau von Hochspannungsprüfanlagen. 
Mit seiner Gattin als kaufmännische Leiterin brachte er die Firma 1914 als Emil Haefely & Cie AG an die Börse (heute: Haefely Test AG). 1922 gründeten sie in Frankreich eine Tochtergesellschaft mit Werk in Saint-Louis. 1922 verlieh ihm die Technische Hochschule Darmstadt ehrenhalber den Dr. Ing. Von 1923 von 1926 war Haefely liberaler Grossrat des Kantons Basel-Stadt.